# AKINA NAKAMORI MUSICA FIESTA TOUR 2002
『AKINA NAKAMORI MUSICA FIESTA TOUR 2002』（アキナ・ナカモリ・ムジカ・フィエスタ・ツアー 2002）は、日本の歌手中森明菜のライブ・ビデオ。この映像作品は2002年12月4日にユニバーサルJからリリースされた (VHS: UMVK-1046, DVD: UMBK-1046)。

## 背景
『AKINA NAKAMORI MUSICA FIESTA TOUR 2002』は、2002年に開催された中森の全国コンサート・ツアーMUSICA FIESTA TOUR 2002の2002年7月9日、東京国際フォーラムホールAでのライブ・パフォーマンスを収録したライブ・ビデオである。この映像作品は、2002年12月4日に、VHS (UMVK-1046)とDVD (UMBK-1046)の2形態で同時発売された。初回生産限定特典としてミニ写真集が封入され、DVD盤とVHS盤でそれぞれジャケットやブックレット写真の内容が異なっている。VHS盤でのリリースは、自身の映像作品としてはこの作品で最後となった。本作発売前の2002年9月29日に、BS-iにて同公演の模様が放送された。本作とBS-iの放送版には編集違いがあり、放送ではオンエアされなかった特典映像が本作に収録されている。この公演のアンコール時で最後に歌唱した曲「帰省 〜Never Forget〜」は本作未収録であるが、DVD盤の中ジャケットに同曲を歌唱した姿の写真を採用している。本作は、デビュー20周年を記念したセルフ・カバー・ベスト・アルバム『Akina Nakamori〜歌姫ダブル・ディケイド』と同時発売された他、複数の作品が再発売された。

## 収録内容
| #   | タイトル                          | 作詞       | 作曲           |
| --- | --------------------------------- | ---------- | -------------- |
| 1.  | 「原始、女は太陽だった」          | 及川眠子   | MASAKI         |
| 2.  | 「オフェリア」                    | 下郷亜紀   | 島野聡         |
| 3.  | 「ジプシー・クイーン」            | 松本一起   | 国安わたる     |
| 4.  | 「難破船」                        | 加藤登紀子 | 加藤登紀子     |
| 5.  | 「セカンド・ラブ」                | 来生えつこ | 来生たかお     |
| 6.  | 「Missed U」                      | SHE        | 243            |
| 7.  | 「Siesta 〜恋のままで〜」         | Adya       | JUSTIN         |
| 8.  | 「Carnaval」                      | Adya       | JUSTIN         |
| 9.  | 「Carmesi」                       | Adya       | URU            |
| 10. | 「The Heat 〜musica fiesta〜」    | Adya       | URU            |
| 11. | 「愛撫」                          | 松本隆     | 小室哲哉       |
| 12. | 「MOONLIGHT SHADOW-月に吠えろ」   | 高見沢俊彦 | 小室哲哉       |
| 13. | 「十戒 (1984)」                   | 売野雅勇   | 高中正義       |
| 14. | 「1⁄2の神話」                     | 売野雅勇   | 大沢誉志幸     |
| 15. | 「飾りじゃないのよ涙は」          | 井上陽水   | 井上陽水       |
| 16. | 「DESIRE -情熱-」                 | 阿木燿子   | 鈴木キサブロー |
| 17. | 「メンバー紹介」                  |            |                |
| 18. | 「APPETITE」                      | 夏野芹子   | U-ki           |
| 19. | 「TATTOO」                        | 森由里子   | 関根安里       |
| 20. | 「サザン・ウインド」              | 来生えつこ | 玉置浩二       |
| 21. | 「ミ・アモーレ〔Meu amor é･･･〕」 | 康珍化     | 松岡直也       |
| 22. | 「秋桜」                          | さだまさし | さだまさし     |
| 23. | 「瑠璃色の地球」                  | 松本隆     | 平井夏美       |
| 24. | 「特典映像」                      |            |                |

## 同時発売
- ベスト・アルバム
  - 『Akina Nakamori〜歌姫ダブル・ディケイド』[8]
- 再発売 - 以下のMCAビクター時代のアルバムは、ボーナス・トラックが追加された。
  - スタジオ・アルバム『UNBALANCE+BALANCE+6』[9]
  - カバー・アルバム『歌姫〈スペシャル・エディション〉』[10]
  - スタジオ・アルバム『la alteración+4』[11]
  - スタジオ・アルバム『SHAKER+3』[12]
  - ライブDVD『“UTAHIME” AKINA NAKAMORI PARCO THEATER LIVE』[13]
  - ライブDVD『felicidad AKINA NAKAMORI LIVE '97』[14]

## MUSICA FIESTA TOUR 2002
MUSICA FIESTA TOUR 2002（ムジカ・フィエスタ・ツアー 2002）は、日本の歌手中森明菜のコンサート・ツアー。このツアーは2002年5月から7月にかけて開催された。
背景
MUSICA FIESTA TOUR 2002は、スタジオ・アルバム『Resonancia』を引っ提げ、前年2001年のALL ABOUT AKINA 20th Anniversary IT'S BRAND NEW DAYツアーに続いて、中森のデビュー20周年を記念して行われた全国コンサート・ツアーである。アンコールでは、2002年3月に発売したカバー・アルバム『-ZEROalbum- 歌姫2』から「秋桜」と「瑠璃色の地球」を披露した。2002年7月9日の東京国際フォーラムホールAの公演にて、ライブ収録が行われた。本ツアー終了後の2002年9月にはBS-iにて同公演の模様が放送され、2002年12月に同公演を収録したライブ・ビデオとDVD『AKINA NAKAMORI MUSICA FIESTA TOUR 2002』がリリースされた。
セットリスト

| 1. 「原始、女は太陽だった」 2. 「オフェリア」 3. 「ジプシー・クイーン」 4. 「難破船」 5. 「セカンド・ラブ」 6. 「Missed U」 7. 「Siesta 〜恋のままで〜」 8. 「Carnaval」 9. 「Carmesi」 10. 「The Heat 〜musica fiesta〜」 11. 「愛撫」 12. 「MOONLIGHT SHADOW-月に吠えろ」 | 1. 「十戒 (1984)」 2. 「1⁄2の神話」 3. 「飾りじゃないのよ涙は」 4. 「DESIRE -情熱-」 5. 「APPETITE」 6. 「TATTOO」 7. 「サザン・ウインド」 8. 「ミ・アモーレ〔Meu amor é･･･〕」 ENCORE 1. 「秋桜」 2. 「瑠璃色の地球」 |

ツアー日程
2002年5月27日から2002年7月13日、全国20都市20公演
| 日付（2002年） | 都道府県 | 会場                           |
| -------------- | -------- | ------------------------------ |
| 5月27日        | 東京都   | 東京厚生年金会館               |
| 5月30日        | 栃木県   | 佐野市文化会館                 |
| 5月31日        | 栃木県   | 宇都宮市文化会館               |
| 6月5日         | 北海道   | 北海道厚生年金会館             |
| 6月9日         | 福岡県   | 福岡市民会館                   |
| 6月11日        | 鹿児島県 | 鹿児島市民文化ホール第1ホール  |
| 6月13日        | 愛媛県   | 松山市民会館大ホール           |
| 6月14日        | 兵庫県   | 神戸国際会館こくさいホール     |
| 6月16日        | 愛知県   | 愛知県芸術劇場大ホール         |
| 6月22日        | 大阪府   | 大阪府立国際会議場メインホール |
| 6月23日        | 神奈川県 | 神奈川県民ホール               |
| 6月25日        | 静岡県   | 静岡市民文化会館大ホール       |
| 6月29日        | 群馬県   | 群馬県民会館                   |
| 6月30日        | 埼玉県   | 大宮ソニックシティ             |
| 7月2日         | 埼玉県   | 入間市市民会館                 |
| 7月5日         | 高知県   | 高知県民文化ホール             |
| 7月6日         | 香川県   | 香川県民ホール                 |
| 7月9日         | 東京都   | 東京国際フォーラムホールA      |
| 7月11日        | 千葉県   | 松戸森のホール21               |
| 7月13日        | 大阪府   | 大阪厚生年金会館               |

## クレジット
『AKINA NAKAMORI MUSICA FIESTA TOUR 2002』のライナー・ノーツより
| - ベース・ギター: 竹下欣伸 - ギター: 鈴木英俊、日高恵一 - パーカッション: 小林弌 - ドラムス: 松本幸弘 - キーボード: 上杉洋史 - コンピューター・オペレーター: 八巻誠 - ダンサー: YAMAYOSHI SOUICHI、NISHIDATE SHIORI、ONSO MEGUMI - コレオグラファー: SHE/WUZ↑6? ツアー・スタッフ - プロデューサー: 小倉禎子 (MUSIC LEAGUE INC.) - ステージ・プロデューサー: KOSE KAZUYOSHI - ステージ・ディレクター: KANEMITSU HISASHI - ステージ・デザイナー: MATSUMOTO HIROKAZU、MASUDA JUN - ライティング・ディレクター: KIHARA CHIKARA - ライティング・クルー・チーフ: HAZAMA JUNICHI - ライティング・クルー: FUKUDA CHINATSU、SHIMIZU AKIRA - サウンド・ディレクター: TANGO NORIHIKO - サウンド・クルー・チーフ: HIROKAWA KOUICHI - サウンド・クルー: NONAKA TETSUYA - インストゥルメンツ・テクニシャン: YAMANE HIROSHI、YUASA KENJI、KIMURA ATSUSHI - トランスポート: MIYAGI SHUJI、TANBA RYO - チーフオフィサー: 内野二朗 - コスチューム・デザイナー: 中澤進 - スタイリスト: 濱田由美 - ロゴ・デザイナー: YOUZ - UNIVERSAL J KITTY MERCURY of UNIVERSAL MUSIC: 寺林晁、藤倉尚、森淳一、大原浩 - サウンド・マネージャー: 鈴木順 (HALFTONE MUSIC) - バンド・マネージャー: SUGIMOTO RYO (HALFTONE MUSIC) - サウンド・アドバイザー: URU - エグゼクティヴ・プロデューサー: 門村崇志 (FAITH INC.) HDTVスタッフ - テクニカル・ディレクター: KAWANO SHIRO - カメラ: TAKESHITA TORU、ISHIKAWA HIROAKI - オーディオ: OZAWA YOSHIHARU - ライティング・ディレクター: NATSUI SHIGEYUKI - MAエンジニア: NAKAZAWA MIE - タイムキーパー: MORISAWA CHIEKO - ライター: TANIOKA CHIERI - アシスタント・プロデューサー: SUZUKI SHINJI - アシスタント・ディレクター: KONDO DAISUKE - ENGディレクター: SHIBATA TAKESHI - ディレクター、プロデューサー: OKI SHINTARO | ビデオ・スタッフ - A&R: 森淳一 (ユニバーサルJ) - A&Rチーフ: 藤倉尚 (ユニバーサルJ) - プロモーション・チーフ: 大原浩 (ユニバーサルJ) - セールス・プロモーション: 古屋廣人、寺舘京子 (UNIVERSAL MUSIC K.K.) - デザイン・コーディネーション: 宮本仁美 (UNIVERSAL MUSIC K.K.) - スーパーバイザーズ: 高橋良一 (ユニバーサルJ) - エグゼクティブ・プロデューサー: 寺林晁 (UNIVERSAL MUSIC K.K.) - エディター: NII AKIRA (WINK2) - MAエンジニア: NATORI MIZUHO (WINK2)、IWASA YUTAKA (WINK2) - ポストプロダクション・マネージャー: KAGAYA FUMIO (WINK2) - タイトルCGアニメーション: KOBAYASHI JUN - プロダクション・マネージャー: TAKAHASHI NAOKO、TAKAHASHI MISAKO - ポストプロダクション: WINK2 - プロダクション: A.T-illusion incorporated - パッケージ・コーディネーター: KOBAYASHI JUN (MD FACTORY INC.) - アート・ディレクター: 中島裕次 (MD FACTORY INC.) - 撮影: 塚田和徳 - DVDコーディネーター: KANEKO HITOSHI (PONY CANYON ENTERPRISE INC.)、HONDA TAKAYOSHI (PONY CANYON ENTERPRISE INC.) - DVDオーサリング: FURUKAWA TATSUO (PONY CANYON ENTERPRISE INC.) - DVDメニュー・デザイン: SUGITA MAYUMI (PIPELINE Co.,LTD) - アシスタント・プロデューサー: SHIGETOMI KOJI - プロデューサー: TSUCHIYA MASAKO、USUI NORIMASA - ディレクター: ITO TAICHI |

## 参照
1. ↑  “JBOOK:AKINA NAKAMORI MUSICA FIESTA TOUR 2002:中森明菜:DVD”.  文教堂. 2012年8月6日閲覧。
2. 1 2  “JBOOK：商品検索”.   文教堂. 2012年8月6日閲覧。
3. 1 2 3 4 5 6  “中森明菜 UNIVERSAL MUSIC OFFICIAL WEBSITE”. AKINA NAKAMORI MUSICA FIESTA TOUR 2002.  ユニバーサルミュージック. 2007年9月22日時点のオリジナルよりアーカイブ。2011年7月16日閲覧。
4. 1 2 3 4 5 6 7  “BS-i Online”.  BS-i. 2002年10月14日時点のオリジナルよりアーカイブ。2011年7月16日閲覧。
5. 1 2  “中森明菜/AKINA NAKAMORI MUSICA FIESTA TOUR 2002 [VIDEO他] - CDJournal.com”.   音楽出版社. 2012年8月6日閲覧。
6. 1 2  “中森明菜/AKINA NAKAMORI MUSICA FIESTA TOUR 2002 [DVD] - CDJournal.com”.   音楽出版社. 2012年8月6日閲覧。
7. 1 2 3  『AKINA NAKAMORI MUSICA FIESTA TOUR 2002』（VHS, DVD）中森明菜、ユニバーサルJ、2002年12月4日。UMVK-1046、UMBK-1046。
8. 1 2  “中森明菜 / Akina Nakamori〜歌姫ダブル・ディケイド [CD] [アルバム] - CDJournal.com”.   音楽出版社. 2012年8月6日閲覧。
9. ↑  “中森明菜 / アンバランス+バランス+6 [再発] [CD] [アルバム] - CDJournal.com”.   音楽出版社. 2012年8月6日閲覧。
10. ↑  “中森明菜 / 歌姫（スペシャル・エディション） [2CD] [再発] [CD] [アルバム] - CDJournal.com”.   音楽出版社. 2012年8月6日閲覧。
11. ↑  “中森明菜 / アルテラシオン+4 [再発] [CD] [アルバム] - CDJournal.com”.   音楽出版社. 2012年8月6日閲覧。
12. ↑  “中森明菜 / シェイカー+3 [再発] [CD] [アルバム] - CDJournal.com”.   音楽出版社. 2012年8月6日閲覧。
13. ↑  “中森明菜/PARCO THEATER LIVE 歌姫 [DVD] - CDJournal.com”.   音楽出版社. 2012年8月6日閲覧。
14. ↑  “中森明菜/live '97 felicidad [DVD] - CDJournal.com”.   音楽出版社. 2012年8月6日閲覧。
15. ↑  『-ZEROalbum- 歌姫2』（12cmCD）中森明菜、キティMME、2002年3月20日。UMCK-1093。
16. ↑  (2002年) 中森明菜『MUSICA FIESTA TOUR 2002』のツアー・パンフレット. FAITHWAY